# 漕溪路
漕溪路是中華人民共和國上海市徐匯區一條南北走向道路，北起中山西路 -中山南二路，南至漕寶路-龍漕路，全長1607米。中華民国3年（1914年），當局修築漕溪路的漕河泾镇至斜土路的路段，道路名稱來自於一條名為「漕溪」的小溪。道路上建有滬閔高架路，道路沿途有龙华殡仪馆和漕溪公園。

## 交会道路（北向南）
- 中山西路/中山南二路（内环高架路）接漕溪北路
- 田林东路/田东路
- 漕东路
- 漕东三路
- 漕宝路/龙漕路接沪闵路

## 轨道交通
- 中山南二路口：3漕溪路站
- 漕宝路口：112漕宝路站